# Алеја
Алеја у је ширем смислу улица, пут, стаза или друга јавна површина која је омеђена и украшена дрворедима или насадима са обје стране.
Алеја представља архитектонски уређен пејзаж и врсту проширене баште. Појам полуалеје се односи на посебан облик алеје, гдје је дрворед само на једној страни пута (или сличне јавне површине).